# Lijst van gouverneurs van Punjab
Dit is een lijst van gouverneurs van de Indiase deelstaat Punjab. De gouverneur is hoofd van de deelstaat en wordt voor een termijn van vijf jaar aangewezen door de president. De rol van de gouverneur is hoofdzakelijk ceremonieel en de echte uitvoerende macht ligt bij de ministerraad, met aan het hoofd de chief minister.
Sinds 1985 is de gouverneur van Punjab tevens administrator van Chandigarh.
| #   |                   | Naam                             | Begin termijn     | Einde termijn     |
| --- | ----------------- | -------------------------------- | ----------------- | ----------------- |
| 1   |                   | Chandulal Madhavlal Trivedi      | 15 augustus 1947  | 11 maart 1953     |
| 2   |                   | Chandeshwar Prasad Narayan Singh | 11 maart 1953     | 15 september 1958 |
| 3   |                   | Narahar Vishnu Gadgil            | 15 september 1958 | 1 oktober 1962    |
| 4   |                   | Pattom Thanu Pillai              | 1 oktober 1962    | 4 mei 1964        |
| 5   |                   | Hafiz Muhammad Ibrahim           | 4 mei 1964        | 1 september 1965  |
| 6   |                   | Sardar Ujjal Singh               | 1 september 1965  | 26 juni 1966      |
| 7   |                   | Dharma Vira                      | 27 juni 1966      | 1 juni 1967       |
| wnd |                   | Mehar Singh                      | 1 juni 1967       | 16 oktober 1967   |
| 8   |                   | D. C. Pavate                     | 16 oktober 1967   | 21 mei 1973       |
| 9   |                   | Mahendra Mohan Choudhry          | 21 mei 1973       | 1 september 1977  |
| wnd |                   | Ranjit Singh Narula              | 1 september 1977  | 24 september 1977 |
| 10  |                   | Jaisukh Lal Hathi                | 24 september 1977 | 26 augustus 1981  |
| 11  |                   | Aminuddin Ahmad Khan             | 26 augustus 1981  | 21 april 1982     |
| 12  |                   | Marri Chenna Reddy               | 21 april 1982     | 7 februari 1983   |
| wnd |                   | S. S. Sandhawalia                | 7 februari 1983   | 21 februari 1983  |
| 13  |                   | Anant Prasad Sharma              | 21 februari 1983  | 10 oktober 1983   |
| 14  |                   | Bhairab Dutt Pande               | 10 oktober 1983   | 3 juli 1984       |
| 15  |                   | Kershasp Tehmurasp Satarawala    | 3 juli 1984       | 14 maart 1985     |
| 16  |                   | Arjun Singh                      | 14 maart 1985     | 14 november 1985  |
| wnd |                   | Hokishe Sema                     | 14 november 1985  | 26 november 1985  |
| 17  |                   | Shankar Dayal Sharma             | 26 november 1985  | 2 april 1986      |
| 18  |                   | Siddhartha Shankar Ray           | 2 april 1986      | 8 december 1989   |
| 19  |                   | Nirmal Mukarji                   | 8 december 1989   | 14 juni 1990      |
| 20  |                   | Virendra Verma                   | 14 juni 1990      | 18 december 1990  |
| 21  |                   | Om Prakash Malhotra              | 18 december 1990  | 7 augustus 1991   |
| 22  |                   | Surendra Nath                    | 7 augustus 1991   | 9 juli 1994       |
| wnd |                   | Sudhakar Panditrao Kurdukar      | 10 juli 1994      | 18 september 1994 |
| 23  |                   | B. K. N. Chhibber                | 18 september 1994 | 27 november 1999  |
| 24  |                   | Jack Farj Rafael Jacob           | 27 november 1999  | 8 mei 2003        |
| 25  |                   | Om Prakash Verma                 | 8 mei 2003        | 3 november 2004   |
| wnd |                   | Akhlaqur Rahman Kidwai           | 3 november 2004   | 16 november 2004  |
| 26  |                   | Sunith Francis Rodrigues         | 16 november 2004  | 22 januari 2010   |
| 27  |                   | Shivraj Patil                    | 22 januari 2010   | 21 januari 2015   |
| wnd |                   | Kaptan Singh Solanki             | 22 januari 2015   | 22 augustus 2016  |
| 28  |                   | V. P. Singh Badnore              | 22 augustus 2016  | 31 augustus 2021  |
| wnd |                   | Banwarilal Purohit               | 31 augustus 2021  | 11 September 2021 |
| 29  | 11 september 2021 | Banwarilal Purohit               | heden             |                   |